# Grand Prix automobile d'Allemagne 1962
GP précédent GP suivant
Le Grand Prix d'Allemagne 1962 (XXIV Grosser Preis von Deutschland), disputé sur le Nürburgring le 5 août 1962, est la cent-huitième épreuve du championnat du monde de Formule 1 courue depuis 1950 et la sixième manche du championnat 1962.

## Contexte avant la course

### Le championnat du monde
Depuis la saison précédente, la Formule 1 suit la réglementation 1 500 cm3 (dérivée de l'ancienne Formule 2 de la période 1957 à 1960), s'appuyant sur les points suivants :
- interdiction des moteurs suralimentés
- cylindrée minimale : 1 300 cm3
- cylindrée maximale : 1 500 cm3
- poids minimal : 450 kg (à sec)
- double circuit de freinage obligatoire
- arceau de sécurité obligatoire (le haut du cerceau devant dépasser le casque du pilote)
- démarreur de bord obligatoire
- carburant commercial
- ravitaillement en huile interdit durant la course

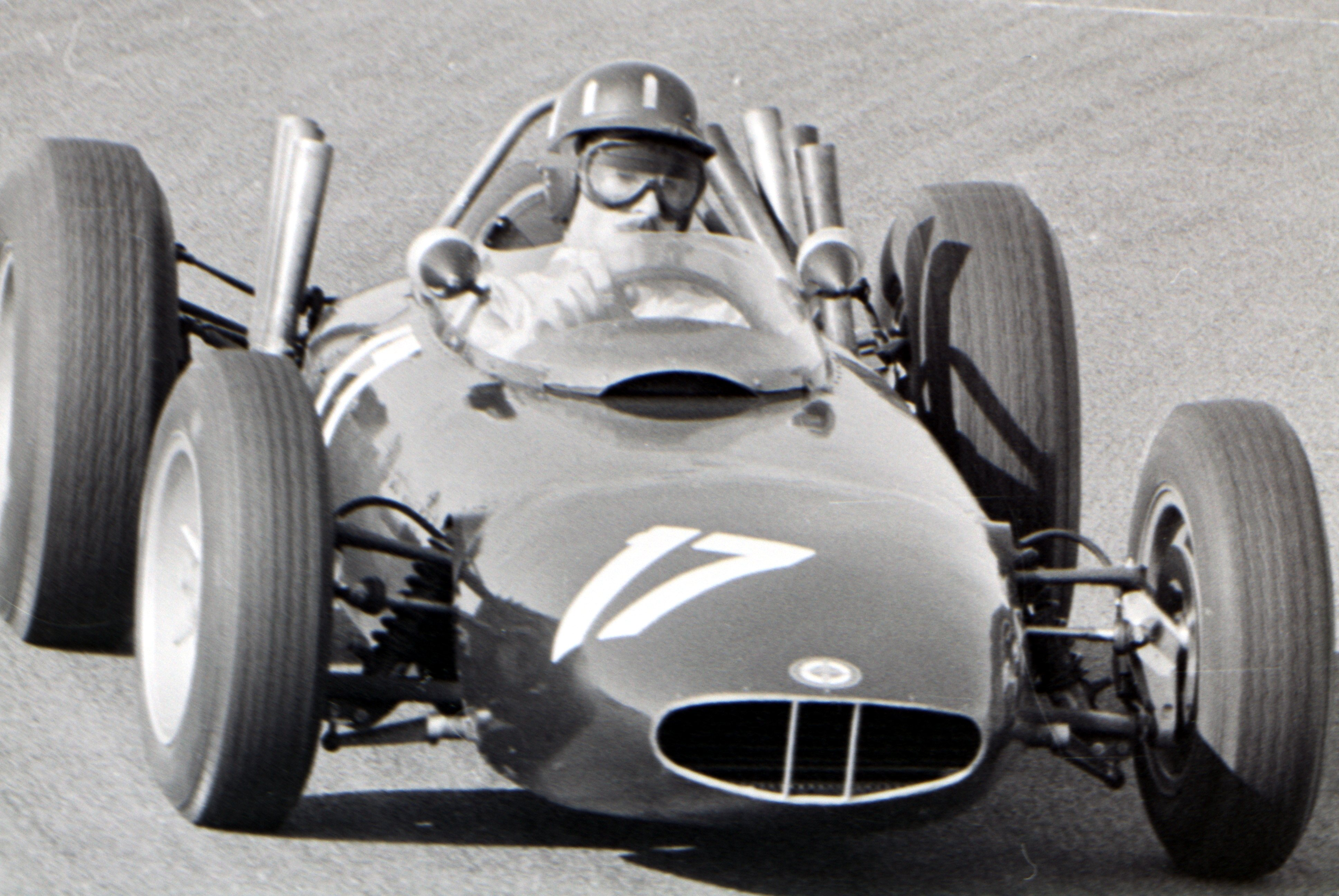
Vainqueur de la première épreuve du championnat, Graham Hill (vu ici à Zandvoort au volant de sa BRM) est en tête du classement des pilotes.

La supériorité affichée par Scuderia Ferrari en 1961 était principalement due au surcroit de puissance du moteur V6 italien qui développait une trentaine de chevaux de plus que les moteurs britanniques. Les V8 performants développés par BRM et Coventry Climax ont depuis rétabli l'équilibre, et les monoplaces de Maranello s'avèrent désormais surclassées par leurs concurrentes, plus légères et dotées d'une bien meilleure tenue de route. BRM et Lotus ont dominé la première partie de saison et, au classement provisoire du championnat, un seul point sépare Graham Hill de Jim Clark. Après une longue période de gestation, les Porsche à moteur huit cylindres à plat sont maintenant bien au point, comme l'attestent les victoires de Dan Gurney au Grand Prix de France et au Grand Prix de Solitude.

### Le circuit
Commencé en 1925, le chantier de réalisation du Nürburgring dura deux ans et fit appel à deux mille cinq cents ouvriers, pour aboutir au plus vaste circuit permanent d'Europe. Situé au cœur du massif de l'Eifel, il comporte deux parties, la boucle nord (Nordschleife), longue de 22,8 kilomètres, utilisée pour les compétitions automobiles majeures, et la boucle sud (Südschleife, 7,7 kilomètres), qui accueille principalement des épreuves nationales. Particulièrement difficile, le tracé très accidenté de la boucle nord comporte plus de 170 virages. Très endommagée au cours de la Seconde Guerre mondiale, la piste fut totalement remise en état en 1950, conservant le tracé originel, avant qu'un resurfaçage partiel ne soit effectué en 1958. Le record officiel du circuit est détenu par Phil Hill, auteur d'un tour à 152,7 km/h de moyenne au volant de sa Ferrari lors du Grand Prix d'Allemagne 1961.

## Monoplaces en lice
- Ferrari 156 "Usine"

Les grèves affectant l'industrie italienne étant terminées, la Scuderia Ferrari peut à nouveau engager une équipe complète. Quatre 156 F1 ont été préparées, dont la nouvelle version 156/62P confiée à Lorenzo Bandini. Par rapport au modèle habituel pesant environ 500 kg, la 156/62P bénéficie d'un châssis plus rigide. La carrosserie est plus basse, imposant une position de conduite allongée, et les suspensions avant et arrière ont été remaniées. Elle pèse 40 kg de moins que les trois monoplaces conventionnelles pilotées par Phil Hill, Giancarlo Baghetti et Ricardo Rodríguez. Toutes utilisent le moteur V6, mais contrairement à ses coéquipiers qui disposent de la version à angle ouvert (120°), d'une puissance de l'ordre de 200 chevaux, Rodríguez doit se contenter de l'ancienne version 65° (environ 180 chevaux).
- BRM P57 "Usine"

Comme à Aintree, l'équipe de Bourne a préparé trois P57 (moteur V8, système d'injection indirecte Lucas, 193 chevaux, boîte cinq vitesses), Richie Ginther disposant de sa monoplace habituelle tandis que Graham Hill aura le choix entre le châssis qu'il utilise depuis le début de saison et la dernière version, un peu plus légère que les premiers modèles qui pèsent près de 475 kg. L'équipe avait initialement inscrit un troisième pilote, Tony Marsh, qui devait piloter une P48/57 de la saison passée, mais n'a pu concrétiser cet engagement, la préparation de la voiture n'étant pas achevée.
- Lotus 25 & 24 "Usine"

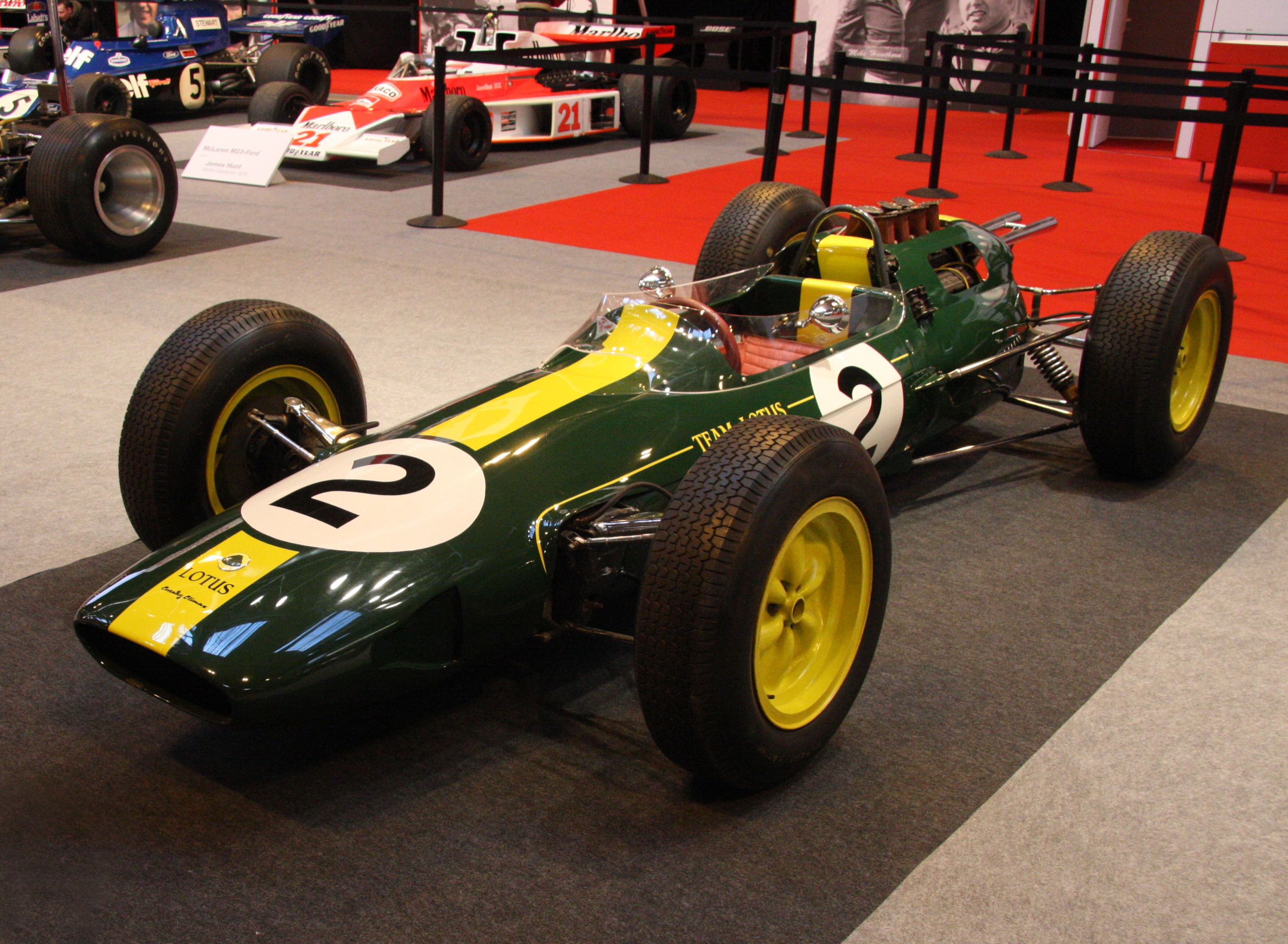
La révolutionnaire Lotus 25, à châssis monocoque.

Le Team Lotus n'aligne toujours qu'une seule 25 pour Jim Clark, celle de Trevor Taylor, endommagée à l'arrivée du Grand Prix de France, étant toujours indisponible. Comme en Grande-Bretagne, Taylor dispose d'un modèle 24 à châssis tubulaire, quatre fois moins rigide que la monocoque de la 25). Les deux modèles pèsent 455 kg et utilisent la même mécanique (moteur V8 Coventry Climax FWMV de 181 chevaux, boîte de vitesses ZF à cinq rapports), mais la 25, plus basse, se révèle nettement plus performante grâce à son meilleur profilage et sa tenue de route supérieure.
- Lotus 24 & 18 privées

L'équipe Rob Walker a terminé la réparation de sa Lotus 24 à moteur V8 Climax, accidentée à Rouen, qui sera une nouvelle fois confiée à Maurice Trintignant. Deux autres Lotus 24, équipées d'un moteur V8 BRM, sont engagées : celle de Wolfgang Seidel et celle de l'Écurie Filipinetti, qui dispose également d'une ancienne 18/21 à moteur quatre cylindres Climax FPF (152 chevaux). Heinz Schiller et Joseph Siffert en sont les pilotes. Comme à Aintree, Jay Chamberlain s'aligne sur sa 18 privée et Tony Shelly sur la 18/21 de l'écurie John Dalton. L'Italien Carlo Abate, qui a disputé le Grand Prix de Reims sur l'ancienne Lotus 18/21 de Rob Walker, était également inscrit mais a déclaré forfait.
- Porsche 804 "Usine"

Fort de ses récents succès, Porsche a préparé trois 804 (à moteur huit cylindres à plat refroidi par air) pour son grand prix national. Vainqueur à Rouen et à Solitude, Dan Gurney dispose d'un châssis neuf, sa précédente monoplace servant de mulet, tandis que Joakim Bonnier pilote sa voiture habituelle. Proches du poids minimal autorisé (450 kg), les Porsche disposent de 185 chevaux à 9200 tr/min.
- Porsche 718 privées

Trois Porsche 718 (moteur quatre cylindres à plat refroidi par air, 165 chevaux) sont présentes : celle de l'aristocrate néerlandais Carel Godin de Beaufort, celle de l'Écurie Filipinetti confiée à Heini Walter et celle de la Scuderia SSS Republica di Venezia aux mains de Nino Vaccarella.
- Cooper T60 & T55 "Usine"

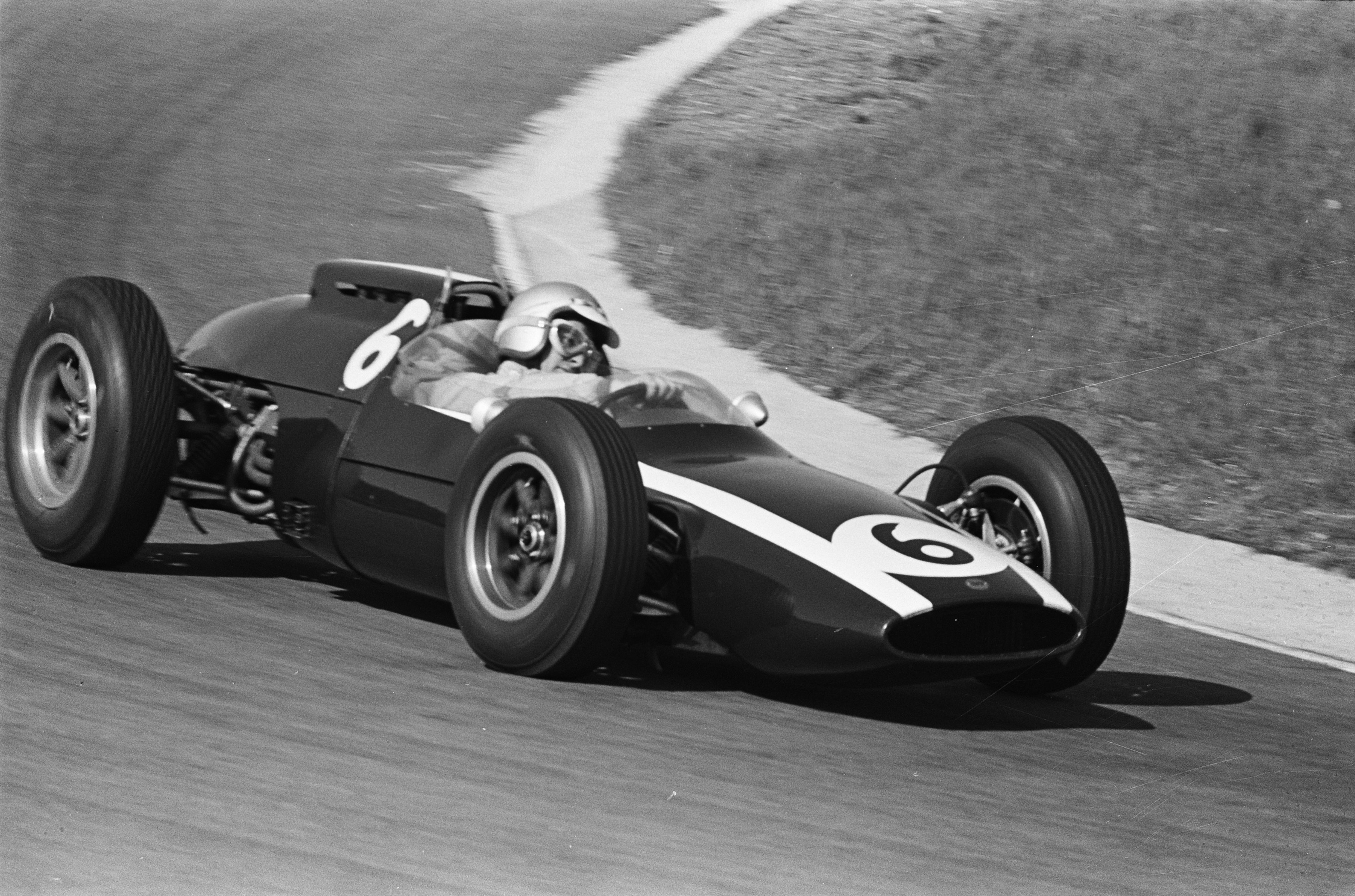
La Cooper T60 de Bruce McLaren.

L'équipe de John Cooper aligne deux T60 à moteur V8 Climax FWMV pour Bruce McLaren et Tony Maggs, une Cooper T55 de l'année précédente, à moteur quatre cylindres Climax, servant de mulet. Conçues par Owen Maddock, les T60 disposent d'une boîte de vitesses à six rapports, contre cinq pour la T55. Les deux modèles pèsent 465 kg.
- Cooper T59 privée

L'écurie "Anglo-American Equipe" de Louise Bryden-Browne engage de nouveau son Aiden-Cooper pour Ian Burgess. Il s'agit en fait d'une Cooper T59 de Formule Junior, que le chef-mécanicien Hugh Aiden-Jones a modifiée, y adaptant un moteur quatre cylindres Climax FPF et une boîte de vitesses Cooper à cinq rapports. La carrosserie a été redessinée, intégrant le radiateur de refroidissement à l'avant.
- Cooper T53 privées

Jackie Lewis s'aligne sur sa T53 personnelle, équipée d'un moteur Climax FPF. Le Français Bernard Collomb dispose d'un modèle similaire, racheté à l'écurie Yeoman Credit Racing, avec une carrosserie légèrement modifiée.
- Brabham BT3 "Usine"

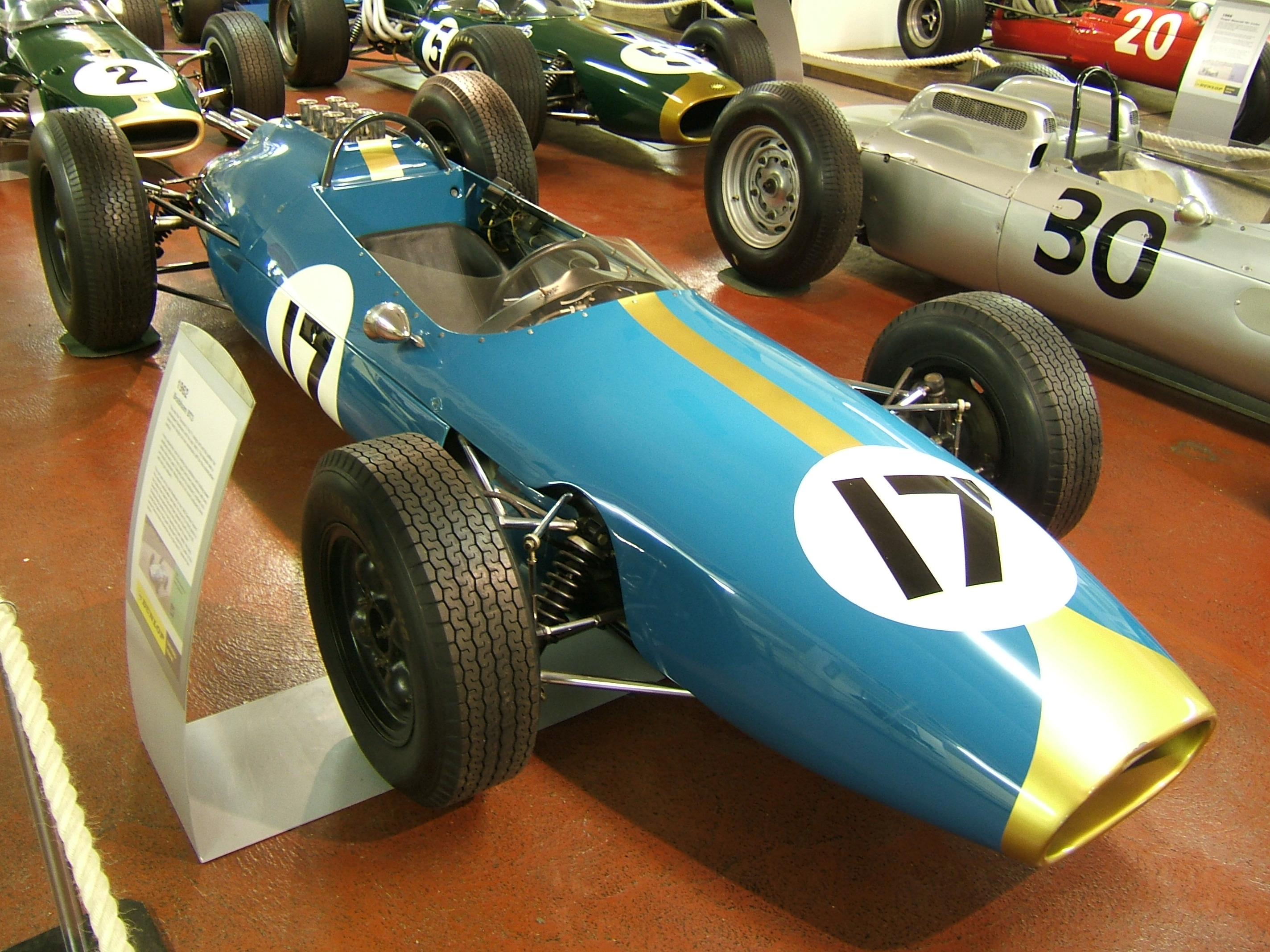
La Brabham BT3, première F1 conçue par Jack Brabham et Ron Tauranac.

En collaboration avec l'ingénieur Ron Tauranac avec lequel il avait déjà élaboré des monoplaces de Formule Junior, Jack Brabham a développé une Formule 1 à châssis multitubulaire. La BT3, à carrosserie en matière plastique, est équipée du moteur Climax V8, la transmission étant assurée par une boîte de vitesses Colotti à six rapports. Elle utilise des freins à disques Girling. Son poids à vide est de 465 kg. Après l'avoir testée sur le circuit de Brands Hatch, Brabham l'utilise ici pour la première fois en course.
- Lola Mk4

Au sein de l'équipe Bowmaker Racing, John Surtees et Roy Salvadori disposent de leurs habituelles Lola Mk4 à moteur Climax V8 et boîte de vitesses Colotti à cinq rapports. Ces monoplaces de 490 kg ont été conçues par Eric Broadley. Surtees peut égaler utiliser la nouvelle version Mk4A, au châssis allégé, munie d'une boîte six vitesses.
- ENB

Sur la base d'un châssis d'Emeryson Mk2 accidenté la saison précédente, l'Écurie Nationale Belge a reconstruit une nouvelle monoplace, baptisée des initiales de l'équipe. Cette ENB conserve le moteur de Maserati 150S (délivrant 140 chevaux) et la boîte Colotti à cinq vitesses qui équipaient la voiture d'origine. La nouvelle carrosserie s'inspire de celle de la Ferrari 156, avec notamment un avant en «nez de requin». Après deux courses sans succès au Grand Prix de Bruxelles et au Grand Prix de Pau, l'ENB fait ici sa première apparition en championnat du monde, toujours aux mains de Lucien Bianchi.
- Gilby

Keith Greene dispose de la Gilby à moteur V8 BRM et boîte Colotti à six rapports. C'est la première course de ce nouveau modèle, conçu par Len Terry.

## Coureurs inscrits
| no  | Pilote                           | Écurie                            | Constructeur | Modèle                | N° châssis        | Moteur                                              | Pneumatiques |
| --- | -------------------------------- | --------------------------------- | ------------ | --------------------- | ----------------- | --------------------------------------------------- | ------------ |
| 1   | Phil Hill                        | Ferrari SEFAC                     | Ferrari      | Ferrari 156           | 156-002           | Ferrari 178 V6 (120°)                               | D            |
| 2   | Giancarlo Baghetti               | Ferrari SEFAC                     | Ferrari      | Ferrari 156           | 156-007           | Ferrari 178 V6 (120°)                               | D            |
| 3   | Ricardo Rodríguez                | Ferrari SEFAC                     | Ferrari      | Ferrari 156           | 156-006           | Ferrari 178 V6 (65°)                                | D            |
| 4   | Lorenzo Bandini                  | Ferrari SEFAC                     | Ferrari      | Ferrari 156/62P       | 156-008           | Ferrari 178 V6 (120°)                               | D            |
| 5   | Jim Clark                        | Team Lotus                        | Lotus        | Lotus 25              | 25 R2             | Coventry Climax FWMV V8                             | D            |
| 6   | Trevor Taylor                    | Team Lotus                        | Lotus        | Lotus 24              | 24-948            | Coventry Climax FWMV V8                             | D            |
| 7   | Dan Gurney                       | Porsche System Engineering        | Porsche      | Porsche 804           | 804-03            | Porsche 753 F8                                      | D            |
| 7T  | Dan Gurney                       | Porsche System Engineering        | Porsche      | Porsche 804           | 804-01            | Porsche 753 F8                                      | D            |
| 8   | Joakim Bonnier                   | Porsche System Engineering        | Porsche      | Porsche 804           | 804-02            | Porsche 753 F8                                      | D            |
| 9   | Bruce McLaren                    | Cooper Car Company                | Cooper       | Cooper T60            | F1-17-61          | Coventry Climax FWMV V8                             | D            |
| 10  | Tony Maggs                       | Cooper Car Company                | Cooper       | Cooper T60 Cooper T55 | F1-18-61 F1-11-61 | Coventry Climax FWMV V8 Coventry Climax FPF MkII L4 | D            |
| 11  | Graham Hill                      | Owen Racing Organisation          | BRM          | BRM P57               | 5785 5781         | BRM P56 V8 BRM P56 V8                               | D            |
| 12  | Richie Ginther                   | Owen Racing Organisation          | BRM          | BRM P57               | 5784              | BRM P56 V8                                          | D            |
| 14  | John Surtees                     | Bowmaker Racing                   | Lola         | Lola Mk4              | BRGP-42           | Coventry Climax FWMV V8                             | D            |
| 14T | John Surtees                     | Bowmaker Racing                   | Lola         | Lola Mk4A             | BRGP-44           | Coventry Climax FWMV V8                             | D            |
| 15  | Roy Salvadori                    | Bowmaker Racing                   | Lola         | Lola Mk4              | BRGP-43           | Coventry Climax FWMV V8                             | D            |
| 16  | Jack Brabham                     | Brabham Racing Organisation       | Brabham      | Brabham BT3           | F1-1-1962         | Coventry Climax FWMV V8                             | D            |
| 17  | Maurice Trintignant              | Rob Walker Racing Team            | Lotus        | Lotus 24              | 24-940            | Coventry Climax FWMV V8                             | D            |
| 18  | Carel Godin de Beaufort          | Ecurie Maarsbergen                | Porsche      | Porsche 718           | 718-201           | Porsche 547/3 F4                                    | D            |
| 19  | Jo Siffert                       | Écurie Filipinetti                | Lotus        | Lotus 21              | 21-938            | Coventry Climax FPF MkII L4                         | D            |
| 20  | Jackie Lewis                     | Ecurie Galloise                   | Cooper       | Cooper T53            | F1-6-61           | Coventry Climax FPF MkII L4                         | D            |
| 21  | Lucien Bianchi                   | Écurie Nationale Belge            | ENB          | ENB F1                | 1001              | Maserati L4                                         | D            |
| 22  | Carlo Abate                      | Scuderia SSS Republica di Venezia | Lotus        | Lotus 18/21           | 18-912            | Coventry Climax FPF L4                              | D            |
| 25  | Ian Burgess                      | Anglo-American Team               | Cooper       | Cooper T59            | FJ-?-62           | Coventry Climax FPF MkII L4                         | D            |
| 26  | Nino Vaccarella                  | Scuderia SSS Republica di Venezia | Porsche      | Porsche 718           | 718-203           | Porsche 547/3 F4                                    | D            |
| 27  | Keith Greene                     | Gilby Engineering                 | Gilby        | Gilby 62              | 02                | BRM P56 V8                                          | D            |
| 28  | Heinz Schiller Jo Siffert        | Écurie Filipinetti                | Lotus        | Lotus 24              | 24-950            | BRM P56 V8                                          | D            |
| 29  | Tony Shelly                      | John Dalton                       | Lotus        | Lotus 18/21           | P1                | Coventry Climax FPF MkI L4                          | D            |
| 30  | Jay Chamberlain                  | Ecurie Excelsior                  | Lotus        | Lotus 18              | 18-816            | Coventry Climax FPF MkI L4                          | D            |
| 31  | Bernard Collomb                  | Privé                             | Cooper       | Cooper T53            | "VR"              | Coventry Climax FPF MkII L4                         | D            |
| 32  | Heini Walter                     | Écurie Filipinetti                | Porsche      | Porsche 718           | 718-202           | Porsche 547/3 F4                                    | D            |
| 33  | Tony Marsh                       | Owen Racing Organisation          | BRM          | BRM P48/57            | 573               | BRM P56 V8                                          | D            |
| 34  | Wolfgang Seidel Gunther Seiffert | Autosport Team W Seidel           | Lotus        | Lotus 24              | 24-946            | BRM P56 V8                                          | D            |

- Accidentés aux essais le vendredi après-midi, les châssis Cooper F1-18-61 de Tony Maggs et BRM 5785 de Graham Hill ne pourront être réparés sur place. Maggs et Hill utiliseront les voitures de réserve de leurs écuries respectives pour la fin des entraînements et la course[16] (châssis F1-11-61 pour la Cooper T55 n°10 et châssis 5781 pour la BRM P57 n°11).

## Qualifications

Le mini-circuit (Start-und-Ziel-Schleife) permet aux pilotes de «chauffer» leurs voitures avant d'effectuer leurs tours chronométrés.

Trois séances d'essais sont prévues, le vendredi (une le matin, une l'après-midi) et le samedi matin précédant la course. Le tracé mesurant près de 23 kilomètres, afin d'éviter aux pilotes de devoir effectuer un tour complet d'échauffement, ceux-ci ont la possibilité d'accomplir un ou plusieurs tours sur le «mini-circuit» (Start-und-Ziel-Schleife, 2,3 kilomètres), utilisant les deux premiers kilomètres du grand circuit et la bretelle nord permettant un retour au stand, avant d'entamer leur série de tours chronométrés.

### Première séance - vendredi 3 août (matin)
La première séance commence le vendredi matin, à onze heures. Tout juste arrivées, les Scuderia Ferrari ne sont pas encore prêtes et ni leurs pilotes ni Jack Brabham, en train d'achever le montage de sa nouvelle monoplace, ne peuvent participer. Trevor Taylor n'aura pas non plus la possibilité de tourner sur le grand circuit, une vitesse ayant sauté durant son tour d'échauffement sur le petit circuit, entraînant un surrégime fatal au moteur de sa Lotus. Son équipe dispose d'un moteur de rechange, mais le pilote britannique est sans voiture pour le reste de la journée.
Les concurrents en piste se focalisent sur la mise au point de leurs monoplaces, toujours délicate sur ce difficile tracé, essayant différents réglages de suspension avant de se lancer dans une série de tours rapides. C'est Graham Hill qui va se montrer le plus performant au cours de cette première session, bouclant son meilleur tour à 151,6 km/h de moyenne, devançant de quatre secondes son coéquipier Richie Ginther. Les pilotes ont cependant peu tourné et sont loin d'avoir tiré le meilleur parti de leurs mécaniques.
| Pos. | Pilote                  | Écurie        | Temps         | Écart          |
| ---- | ----------------------- | ------------- | ------------- | -------------- |
| 1    | Graham Hill             | BRM           | 9 min 01 s 8  |                |
| 2    | Richie Ginther          | BRM           | 9 min 05 s 9  | + 4 s 1        |
| 3    | Bruce McLaren           | Cooper-Climax | 9 min 08 s 4  | + 6 s 6        |
| 4    | John Surtees            | Lola-Climax   | 9 min 08 s 6  | + 6 s 8        |
| 5    | Dan Gurney              | Porsche       | 9 min 08 s 8  | + 7 s 0        |
| 6    | Joakim Bonnier          | Porsche       | 9 min 10 s 8  | + 9 s 0        |
| 7    | Tony Maggs              | Cooper-Climax | 9 min 12 s 7  | + 10 s 9       |
| 8    | Carel Godin de Beaufort | Porsche       | 9 min 12 s 9  | + 11 s 1       |
| 9    | Jim Clark               | Lotus-Climax  | 9 min 17 s 2  | + 15 s 4       |
| 10   | Maurice Trintignant     | Lotus-Climax  | 9 min 27 s 1  | + 25 s 3       |
| 11   | Roy Salvadori           | Lola-Climax   | 9 min 29 s 1  | + 27 s 3       |
| 12   | Nino Vaccarella         | Porsche       | 9 min 33 s 8  | + 32 s 0       |
| 13   | Jackie Lewis            | Cooper-Climax | 9 min 58 s 0  | + 56 s 2       |
| 14   | Jo Siffert              | Lotus-Climax  | 10 min 04 s 0 | + 1 min 02 s 2 |
| 15   | Keith Greene            | Gilby-BRM     | 10 min 08 s 1 | + 1 min 06 s 3 |
| 16   | Bernard Collomb         | Cooper-Climax | 10 min 09 s 7 | + 1 min 07 s 9 |
| 17   | Ian Burgess             | Cooper-Climax | 10 min 20 s 1 | + 1 min 18 s 3 |
| 18   | Wolfgang Seidel         | Lotus-BRM     | 10 min 38 s 2 | + 1 min 36 s 4 |
| 19   | Heinz Schiller          | Lotus-BRM     | 11 min 20 s 4 | + 2 min 18 s 6 |
| 20   | Jay Chamberlain         | Lotus-Climax  | 11 min 36 s 2 | + 2 min 34 s 4 |
| 21   | Lucien Bianchi          | ENB-Maserati  | 11 min 55 s 5 | + 2 min 53 s 7 |

### Deuxième séance - vendredi 3 août (après-midi)

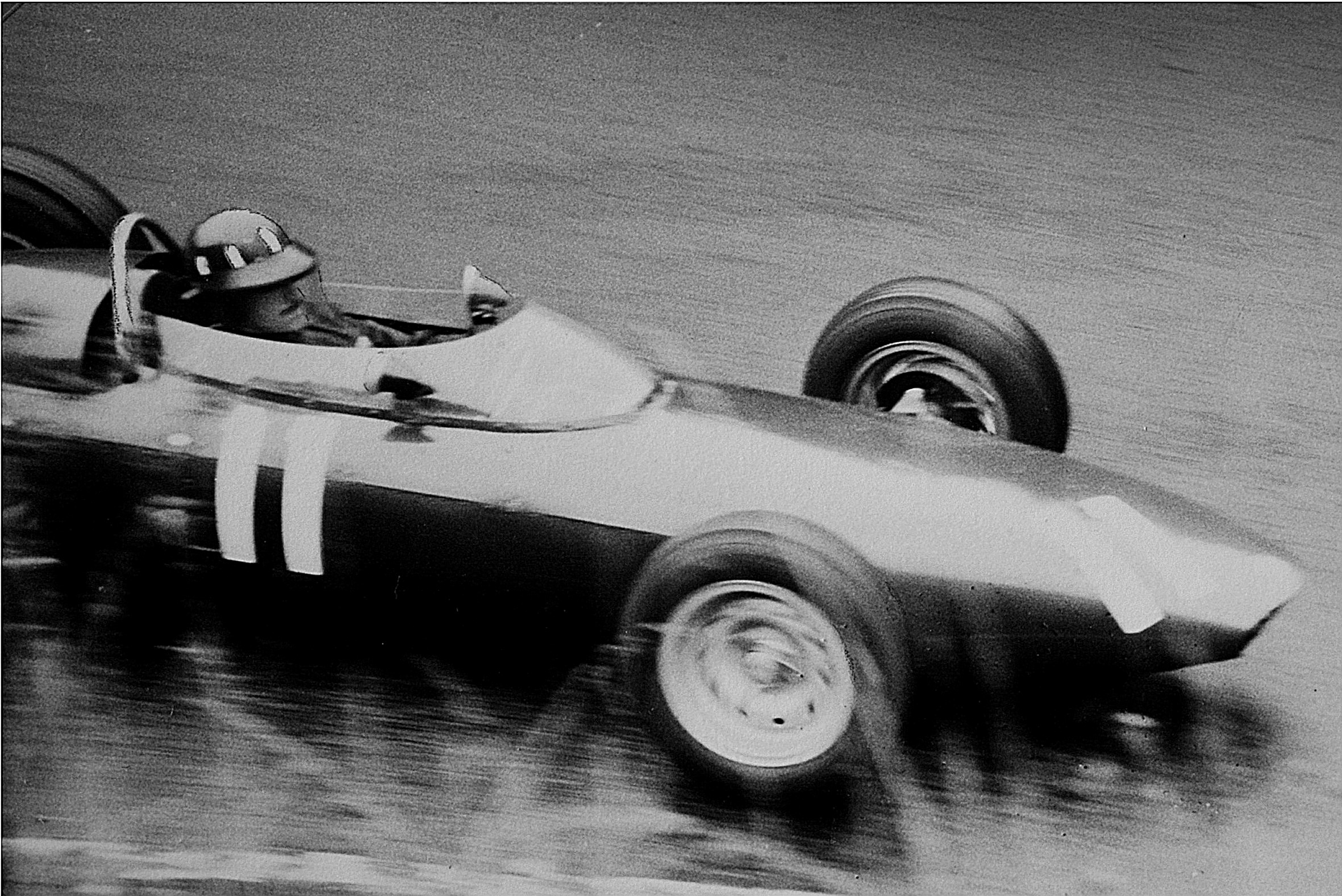
Bien que choqué et contusionné après son accident, Graham Hill a aussitôt repris la piste sur sa voiture de réserve.

Le soleil est présent le vendredi après-midi, et un grand nombre de voitures sont en piste pour exploiter ces conditions idéales. Brabham dispose enfin de sa voiture, mais le champion australien ne va parcourir qu'un demi tour de circuit avant de s'immobiliser, pression d'huile à zéro. Il passera le reste de la journée à réparer son moteur. Grâce aux essais privés effectués les jours précédents sur le Nürburgring, les Porsche sont parmi les plus rapides et Dan Gurney est l'un des premiers à descendre sous la barre des neuf minutes au tour. Bouclant son meilleur tour à près de 156 km/h de moyenne, il va améliorer de huit secondes le temps ayant valu à Phil Hill la pole position l'année précédente. Jim Clark ayant senti une faiblesse dans la commande de direction de sa Lotus, seul Graham Hill semble en mesure de contester la suprématie du pilote américain mais, alors qu'il dévale à 225 km/h la descente vers Fuchsröhre, il trouve devant ses roues une caméra de télévision qui s'est détachée de la Porsche de Carel Godin de Beaufort ! Il ne peut l'éviter et la caméra heurte le dessous de sa BRM, crevant le radiateur d'huile, le lubrifiant arrosant copieusement les roues arrière ; la monoplace part immédiatement en tête-à-queue et finit sa course au milieu des buissons, évitant miraculeusement les arbres bordant la piste. Malgré le choc, Hill s'en tire avec quelques contusions, mais les suspensions de sa voiture sont sérieusement endommagées. Peu après survient la Cooper de Bruce McLaren qui, ayant aperçu un gros nuage de poussière avant d'aborder la descente, ralentit fortement à l'endroit de l'accident et se relance après avoir vu que son adversaire était indemne. Son coéquipier Tony Maggs a moins de chance : surgissant alors que la poussière est totalement retombée et qu'aucun commissaire de piste n'a encore signalé le danger, il aborde à pleine vitesse le passage délicat ; la sortie de route est inévitable, mais par chance sa Cooper, freinée par les buissons, s'arrête le long de la barrière de sécurité. Le châssis est plié mais le Sud-Africain est indemne. Les deux pilotes accidentés devront donc se rabattre sur les voitures de réserve pour le reste du week-end.
Le temps record réalisé par Gurney ne sera donc pas battu. Malgré ses réserves concernant le comportement de sa monoplace, Clark est néanmoins parvenu à boucler un tour rapide, à seulement quatre secondes de l'Américain et une seconde derrière Graham Hill, deuxième meilleur temps de la journée. Quatrième pilote à avoir bouclé un tour sous le seuil des neuf minutes, John Surtees, au volant de sa Lola, échoue toutefois à plus de dix secondes de la meilleure Porsche. respectivement cinquième et septième, McLaren et Maggs encadrent la Porsche de Joakim Bonnier, moins en vue que son coéquipier. Les Ferrari se sont montrées une nouvelle fois décevantes, s'avérant beaucoup plus lentes que l'année passée ; le plus rapide de l'équipe, Ricardo Rodríguez, n'obtient que le dixième temps, alors que Phil Hill, qui n'est pas parvenu à régler correctement sa monoplace, est à près de quarante secondes de son précédent record ! Confié à Lorenzo Bandini, le nouveau modèle a également déçu, le pilote italien se montrant le plus lent de l'équipe malgré un châssis beaucoup plus léger.
| Pos. | Pilote                  | Écurie        | Temps         | Écart          |
| ---- | ----------------------- | ------------- | ------------- | -------------- |
| 1    | Dan Gurney              | Porsche       | 8 min 47 s 2  |                |
| 2    | Graham Hill             | BRM           | 8 min 50 s 2  | + 3 s 0        |
| 3    | Jim Clark               | Lotus-Climax  | 8 min 51 s 2  | + 4 s 0        |
| 4    | John Surtees            | Lola-Climax   | 8 min 57 s 5  | + 10 s 3       |
| 5    | Bruce McLaren           | Cooper-Climax | 9 min 00 s 7  | + 13 s 5       |
| 6    | Joakim Bonnier          | Porsche       | 9 min 04 s 0  | + 16 s 8       |
| 7    | Tony Maggs              | Cooper-Climax | 9 min 04 s 8  | + 17 s 6       |
| 8    | Richie Ginther          | BRM           | 9 min 06 s 1  | + 18 s 9       |
| 9    | Roy Salvadori           | Lola-Climax   | 9 min 14 s 1  | + 26 s 9       |
| 10   | Ricardo Rodríguez       | Ferrari       | 9 min 14 s 2  | + 27 s 0       |
| 11   | Carel Godin de Beaufort | Porsche       | 9 min 17 s 5  | + 30 s 3       |
| 12   | Maurice Trintignant     | Lotus-Climax  | 9 min 19 s 0  | + 31 s 8       |
| 13   | Giancarlo Baghetti      | Ferrari       | 9 min 28 s 1  | + 40 s 9       |
| 14   | Heini Walter            | Porsche       | 9 min 30 s 0  | + 42 s 8       |
| 15   | Phil Hill               | Ferrari       | 9 min 33 s 0  | + 45 s 8       |
| 16   | Nino Vaccarella         | Porsche       | 9 min 35 s 7  | + 48 s 5       |
| 17   | Jo Siffert              | Lotus-Climax  | 9 min 39 s 3  | + 52 s 1       |
| 18   | Lorenzo Bandini         | Ferrari       | 9 min 39 s 7  | + 52 s 5       |
| 19   | Ian Burgess             | Cooper-Climax | 9 min 42 s 6  | + 55 s 4       |
| 20   | Heinz Schiller          | Lotus-BRM     | 9 min 51 s 5  | + 1 min 04 s 3 |
| 21   | Bernard Collomb         | Cooper-Climax | 10 min 11 s 9 | + 1 min 24 s 7 |
| 22   | Keith Greene            | Gilby-BRM     | 10 min 22 s 7 | + 1 min 35 s 5 |
| 23   | Lucien Bianchi          | ENB-Maserati  | 10 min 42 s 5 | + 1 min 55 s 3 |
| 24   | Gunther Seiffert        | Lotus-BRM     | 11 min 38 s 9 | + 2 min 51 s 7 |

### Troisième séance (samedi matin)
Il bruine le samedi matin au moment où débute la dernière session, aussi les pilotes ne peuvent-ils espérer battre les temps réalisés la veille. Taylor et Brabham peuvent enfin tourner, après remontage des moteurs de rechange ; n'ayant pratiquement pas roulé la veille, ils doivent absolument réaliser un minimum de cinq tours pour prendre part à la course. Ils y parviendront, mais l'état de la piste ne leur permettra pas de s'assurer une bonne place sur la grille de départ, d'autant moins que le moteur de Taylor fonctionne mal et que Brabham, après avoir accompli ses premiers tours relativement prudemment, rodant sa mécanique, tombe à court de carburant au moment où il accélère la cadence. Dans ces conditions, c'est Bonnier qui se montre le plus rapide, le pilote Porsche parvenant à accomplir un tour à 148,7 km/h de moyenne, devançant les BRM de Graham Hill et Ginther, également très à l'aise sur piste mouillée. Les Ferrari se comportent honorablement sur la chaussée glissante, Rodríguez réalisant la quatrième meilleure performance de la journée tandis que Phil Hill parvient à améliorer son temps de la veille. Utilisant un modèle différent de celui endommagé la veille, Maggs doit se qualifier à nouveau ; son mulet à moteur quatre cylindres ne lui vaudra pas mieux qu'une place en avant-dernière ligne, alors qu'il aurait dû partir à l'extérieur de la seconde. Grâce à son temps de qualification du vendredi après-midi, Gurney partira en pole position, au côté de Graham Hill, Clark et Surtees, tandis que McLaren, Bonnier et Ginther se partageront la deuxième ligne.

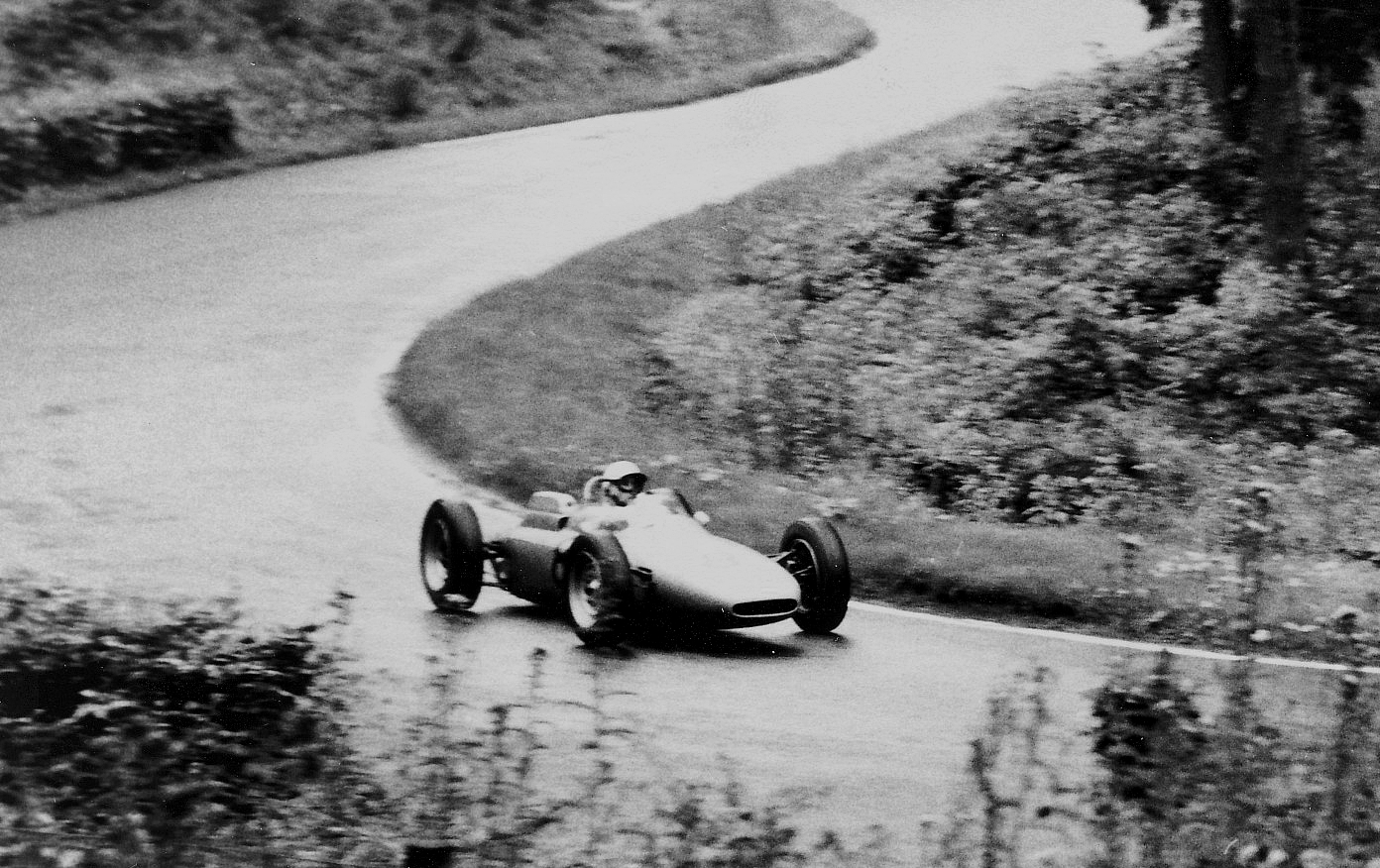
Jo Bonnier, le plus rapide le samedi au volant de sa Porsche.

| Pos. | Pilote                  | Écurie        | Temps         | Écart          |
| ---- | ----------------------- | ------------- | ------------- | -------------- |
| 1    | Joakim Bonnier          | Porsche       | 9 min 12 s 2  |                |
| 2    | Graham Hill             | BRM           | 9 min 15 s 3  | + 3 s 1        |
| 3    | Richie Ginther          | BRM           | 9 min 16 s 1  | + 3 s 9        |
| 4    | Ricardo Rodríguez       | Ferrari       | 9 min 20 s 3  | + 8 s 1        |
| 5    | Dan Gurney              | Porsche       | 9 min 20 s 5  | + 8 s 3        |
| 6    | Phil Hill               | Ferrari       | 9 min 24 s 7  | + 12 s 5       |
| 7    | Bruce McLaren           | Cooper-Climax | 9 min 28 s 1  | + 15 s 9       |
| 8    | Maurice Trintignant     | Lotus-Climax  | 9 min 30 s 7  | + 18 s 5       |
| 9    | Carel Godin de Beaufort | Porsche       | 9 min 31 s 8  | + 19 s 6       |
| 10   | Ian Burgess             | Cooper-Climax | 9 min 39 s 2  | + 27 s 0       |
| 11   | John Surtees            | Lola-Climax   | 9 min 45 s 0  | + 32 s 8       |
| 12   | Keith Greene            | Gilby-BRM     | 9 min 47 s 1  | + 34 s 9       |
| 13   | Jim Clark               | Lotus-Climax  | 9 min 51 s 7  | + 39 s 5       |
| 14   | Heinz Schiller          | Lotus-BRM     | 9 min 55 s 0  | + 42 s 8       |
| 15   | Jo Siffert              | Lotus-Climax  | 9 min 56 s 7  | + 44 s 5       |
| 16   | Trevor Taylor           | Lotus-Climax  | 9 min 57 s 0  | + 44 s 8       |
| 17   | Giancarlo Baghetti      | Ferrari       | 10 min 07 s 3 | + 55 s 1       |
| 18   | Heini Walter            | Porsche       | 10 min 16 s 1 | + 1 min 03 s 9 |
| 19   | Tony Shelly             | Lotus-Climax  | 10 min 18 s 6 | + 1 min 06 s 4 |
| 20   | Lorenzo Bandini         | Ferrari       | 10 min 20 s 4 | + 1 min 08 s 2 |
| 21   | Tony Maggs              | Cooper-Climax | 10 min 21 s 2 | + 1 min 09 s 0 |
| 22   | Nino Vaccarella         | Porsche       | 10 min 21 s 4 | + 1 min 09 s 2 |
| 23   | Jack Brabham            | Brabham       | 10 min 21 s 6 | + 1 min 09 s 4 |
| 24   | Jackie Lewis            | Cooper-Climax | 10 min 35 s 4 | + 1 min 23 s 2 |
| 25   | Roy Salvadori           | Lola-Climax   | 10 min 36 s 7 | + 1 min 24 s 5 |
| 26   | Lucien Bianchi          | ENB-Maserati  | 10 min 40 s 7 | + 1 min 28 s 5 |
| 27   | Wolfgang Seidel         | Lotus-BRM     | 10 min 44 s 1 | + 1 min 31 s 9 |
| 28   | Jay Chamberlain         | Lotus-Climax  | 11 min 12 s 9 | + 2 min 00 s 7 |
| 29   | Gunther Seiffert        | Lotus-BRM     | 12 min 54 s 1 | + 3 min 41 s 9 |
| 30   | Bernard Collomb         | Cooper-Climax | 14 min 09 s 4 | + 4 min 57 s 2 |

### Tableau final des qualifications
| Pos. | Pilote                  | Écurie        | Temps         | Écart          | Commentaire                                              |
| ---- | ----------------------- | ------------- | ------------- | -------------- | -------------------------------------------------------- |
| 1    | Dan Gurney              | Porsche       | 8 min 47 s 2  |                | temps réalisé le vendredi après-midi                     |
| 2    | Graham Hill             | BRM           | 8 min 50 s 2  | + 3 s 0        | temps réalisé le vendredi après-midi                     |
| 3    | Jim Clark               | Lotus-Climax  | 8 min 51 s 2  | + 4 s 0        | temps réalisé le vendredi après-midi                     |
| 4    | John Surtees            | Lola-Climax   | 8 min 57 s 5  | + 10 s 3       | temps réalisé le vendredi après-midi                     |
| 5    | Bruce McLaren           | Cooper-Climax | 9 min 00 s 7  | + 13 s 5       | temps réalisé le vendredi après-midi                     |
| 6    | Joakim Bonnier          | Porsche       | 9 min 04 s 0  | + 16 s 8       | temps réalisé le vendredi après-midi                     |
| 7    | Tony Maggs              | Cooper-Climax | 9 min 04 s 8  | + 17 s 6       | temps réalisé le vendredi après-midi, non pris en compte |
| 8    | Richie Ginther          | BRM           | 9 min 05 s 9  | + 18 s 7       | temps réalisé le vendredi matin                          |
| 9    | Carel Godin de Beaufort | Porsche       | 9 min 12 s 9  | + 25 s 7       | temps réalisé le vendredi matin                          |
| 10   | Roy Salvadori           | Lola-Climax   | 9 min 14 s 1  | + 26 s 9       | temps réalisé le vendredi après-midi                     |
| 11   | Ricardo Rodríguez       | Ferrari       | 9 min 14 s 2  | + 27 s 0       | temps réalisé le vendredi après-midi                     |
| 12   | Maurice Trintignant     | Lotus-Climax  | 9 min 19 s 0  | + 31 s 8       | temps réalisé le vendredi après-midi                     |
| 13   | Phil Hill               | Ferrari       | 9 min 24 s 7  | + 37 s 5       | temps réalisé le samedi matin                            |
| 14   | Giancarlo Baghetti      | Ferrari       | 9 min 28 s 1  | + 40 s 9       | temps réalisé le vendredi après-midi                     |
| 15   | Heini Walter            | Porsche       | 9 min 30 s 0  | + 42 s 8       | temps réalisé le vendredi après-midi                     |
| 16   | Nino Vaccarella         | Porsche       | 9 min 35 s 7  | + 48 s 5       | temps réalisé le vendredi après-midi                     |
| 17   | Ian Burgess             | Cooper-Climax | 9 min 39 s 2  | + 52 s 0       | temps réalisé le samedi matin                            |
| 18   | Jo Siffert              | Lotus-Climax  | 9 min 39 s 3  | + 52 s 1       | temps réalisé le vendredi après-midi                     |
| 19   | Lorenzo Bandini         | Ferrari       | 9 min 39 s 7  | + 52 s 5       | temps réalisé le vendredi après-midi                     |
| 20   | Keith Greene            | Gilby-BRM     | 9 min 47 s 1  | + 59 s 9       | temps réalisé le samedi matin                            |
| 21   | Heinz Schiller          | Lotus-BRM     | 9 min 51 s 5  | + 1 min 04 s 3 | temps réalisé le vendredi après-midi                     |
| 22   | Trevor Taylor           | Lotus-Climax  | 9 min 57 s 0  | + 1 min 09 s 8 | temps réalisé le samedi matin                            |
| 23   | Jackie Lewis            | Cooper-Climax | 9 min 58 s 0  | + 1 min 10 s 8 | temps réalisé le vendredi matin                          |
| 24   | Bernard Collomb         | Cooper-Climax | 10 min 11 s 9 | + 1 min 24 s 7 | temps réalisé le vendredi après-midi                     |
| 25   | Tony Shelly             | Lotus-Climax  | 10 min 18 s 6 | + 1 min 31 s 4 | temps réalisé le samedi matin, non pris en compte        |
| 26   | Jack Brabham            | Brabham       | 10 min 21 s 6 | + 1 min 34 s 4 | temps réalisé le samedi matin                            |
| 27   | Wolfgang Seidel         | Lotus-BRM     | 10 min 38 s 2 | + 1 min 51 s 0 | temps réalisé le vendredi matin, non pris en compte      |
| 28   | Lucien Bianchi          | ENB-Maserati  | 10 min 40 s 7 | + 1 min 53 s 5 | temps réalisé le samedi matin                            |
| 29   | Jay Chamberlain         | Lotus-Climax  | 11 min 12 s 9 | + 2 min 25 s 7 | temps réalisé le samedi matin, non pris en compte        |
| 30   | Gunther Seiffert        | Lotus-BRM     | 11 min 38 s 9 | + 2 min 51 s 7 | temps réalisé le vendredi après-midi, non pris en compte |

- Le septième temps réalisé par Tony Maggs sur sa Cooper le vendredi après-midi n'a pas été retenu, le pilote sud-africain ayant dû se requalifier le samedi sur la monoplace de réserve de l'équipe, d'un type différent, pour pouvoir prendre part à la course sur cette voiture, en remplacement de la sienne, accidentée. Avec un temps officiel de 10 min 21 s 2, il s'élancera en vingt-troisième position.
- Tony Shelly, Wolfgang Seidel, Jay Chamberlain et Gunther Seiffert, n'ayant pas accompli les cinq tours requis pour être qualifiés, ne pourront prendre le départ[19].
- Les chronométreurs avaient initialement considéré que Trevor Taylor avait seulement accompli quatre tours, soit un de moins que le minimum requis pour la qualification. Peu avant le départ, Colin Chapman (directeur du Team Lotus) a néanmoins réussi à convaincre les organisateurs que son pilote avait bien accompli cinq tours le samedi. Taylor est finalement autorisé à prendre le départ mais, la grille étant déjà établie, il devra s'élancer derrière les autres concurrents[18].

## Grille de départ
| 1re ligne | Pos. 4                         |                             | Pos. 3                         |                               | Pos. 2                      |                              | Pos. 1                          |
|           | Surtees Lola 8 min 57 s 5      |                             | Clark Lotus 8 min 51 s 2       |                               | G. Hill BRM 8 min 50 s 2    |                              | Gurney Porsche 8 min 47 s 2     |
| 2e ligne  |                                | Pos. 7                      |                                | Pos. 6                        |                             | Pos. 5                       |                                 |
|           |                                | Ginther BRM 9 min 05 s 9    |                                | Bonnier Porsche 9 min 04 s 0  |                             | McLaren Cooper 9 min 00 s 7  |                                 |
| 3e ligne  | Pos. 11                        |                             | Pos. 10                        |                               | Pos. 9                      |                              | Pos. 8                          |
|           | Trintignant Lotus 9 min 19 s 0 |                             | Rodríguez Ferrari 9 min 14 s 2 |                               | Salvadori Lola 9 min 14 s 1 |                              | Beaufort Porsche 9 min 12 s 9   |
| 4e ligne  |                                | Pos. 14                     |                                | Pos. 13                       |                             | Pos. 12                      |                                 |
|           |                                | Walter Porsche 9 min 30 s 0 |                                | Baghetti Ferrari 9 min 28 s 1 |                             | P. Hill Ferrari 9 min 24 s 7 |                                 |
| 5e ligne  | Pos. 18                        |                             | Pos. 17                        |                               | Pos. 16                     |                              | Pos. 15                         |
|           | Bandini Ferrari 9 min 39 s 7   |                             | Siffert Lotus 9 min 39 s 3     |                               | Burgess Cooper 9 min 39 s 2 |                              | Vaccarella Porsche 9 min 33 s 8 |
| 6e ligne  |                                | Pos. 21                     |                                | Pos. 20                       |                             | Pos. 19                      |                                 |
|           |                                | Lewis Cooper 9 min 58 s 0   |                                | Schiller Lotus 9 min 51 s 5   |                             | Greene Gilby 9 min 47 s 1    |                                 |
| 7e ligne  | Pos. 25                        |                             | Pos. 24                        |                               | Pos. 23                     |                              | Pos. 22                         |
|           | Bianchi ENB 10 min 40 s 7      |                             | Brabham 10 min 21 s 6          |                               | Maggs Cooper 10 min 21 s 2  |                              | Collomb Cooper 10 min 09 s 7    |
| 8e ligne  |                                |                             |                                | Pos. 26                       |                             |                              |                                 |
|           |                                |                             |                                | Taylor Lotus 9 min 57 s 0     |                             |                              |                                 |

## Déroulement de la course

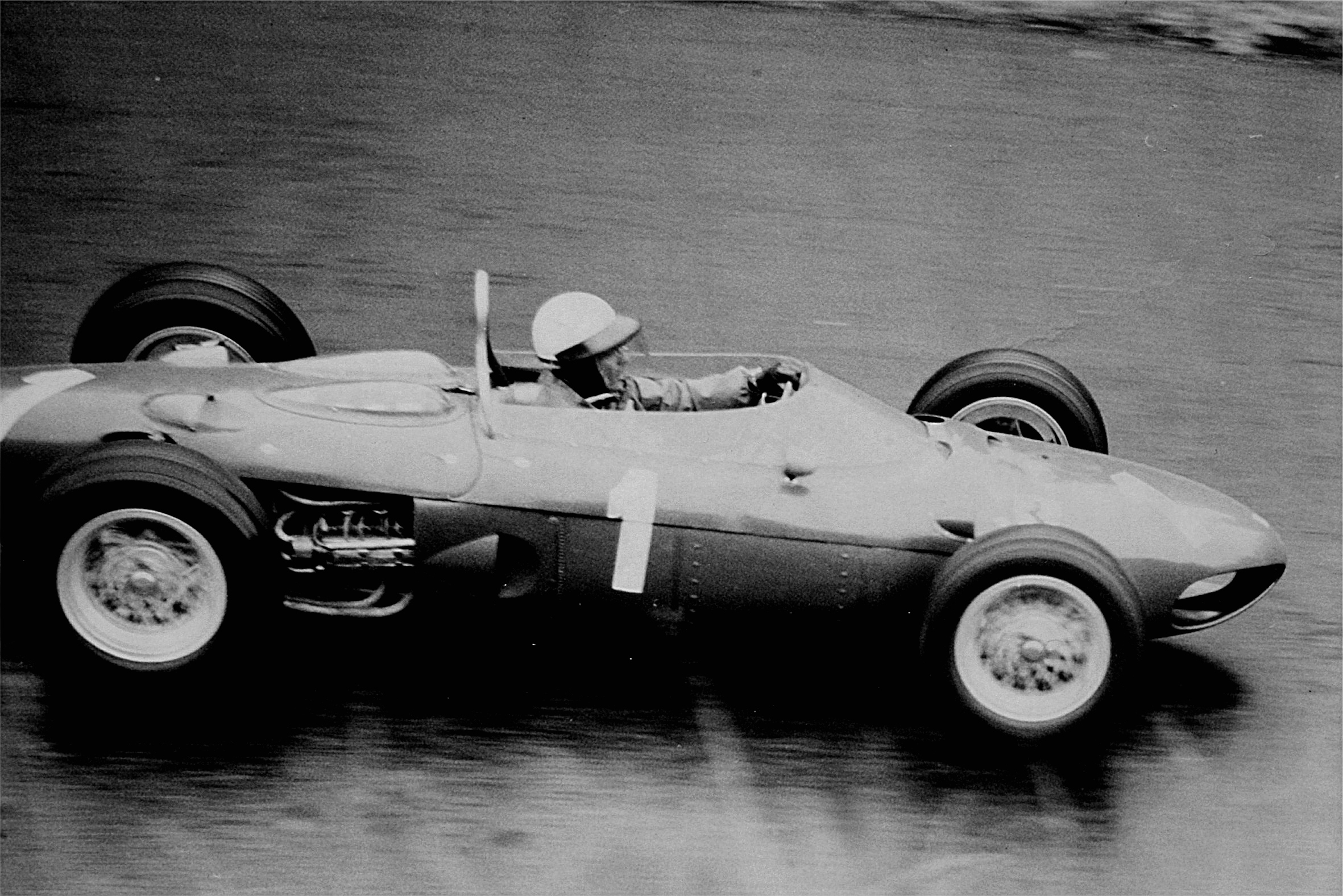
Auteur d'un superbe départ sur sa Ferrari, Phil Hill accomplit le premier tour en troisième position.

Des trombes d'eau s'abattent sur le circuit le dimanche et de grandes flaques d'eau jonchent la piste. Malgré les mauvaises conditions climatiques, environ trois cent cinquante mille spectateurs sont présents. Prévu en début d'après-midi, le départ va être retardé de plus d'une heure par les organisateurs, le temps que la pluie diminue d'intensité. Contrairement aux autres pilotes équipés de pneus pluie Dunlop D12, Joakim Bonnier a fait monter sur sa Porsche, en dernière minute, des pneus Dunlop SP (particulièrement efficaces sur terrain détrempé mais pénalisant fortement la vitesse de pointe dès que la piste s'assèche). Son coéquipier Dan Gurney exploite parfaitement sa pole position et vire en tête dans la courbe sud, devançant la BRM de Graham Hill et la Ferrari) de Phil Hill, ce dernier ayant dépassé bon nombre de concurrents par l'extérieur. Occupé à désembuer ses lunettes, Jim Clark a oublié d'enclencher ses pompes à essence, aussi sa Lotus cale-t-elle après quelques mètres. Le pilote écossais parvient à redémarrer, mais il a perdu une demi-minute et se retrouve en queue de peloton. Il va cependant effectuer une remontée spectaculaire au cours de ce premier tour, tout comme Jack Brabham, parti en fond de grille sur sa nouvelle monture. Gurney et Graham Hill repassent les premiers devant les tribunes, moins d'une seconde les séparant. Phil Hill s'est maintenu en troisième position, devant un peloton emmené par la Lola de John Surtees et la Porsche de Joakim Bonnier. Brabham et Clark ont déjà doublé une quinzaine de voitures et occupent respectivement les neuvième et dixième rangs. Au cours du second tour Graham Hill se rapproche de Gurney, sans toutefois tenter de le dépasser. Les deux hommes repassent roues dans roues devant les stands, légèrement détachés devant Surtees, tandis que Phil Hill a rétrogradé en sixième position, derrière la Cooper de Bruce McLaren et la Porsche de Bonnier. Clark est parvenu à dépasser Brabham pour le gain de la neuvième place ; le pilote écossais est revenu dans les roues de la BRM de Richie Ginther, lui-même talonnant la Ferrari de Ricardo Rodríguez. Dans la courbe sud, Graham Hill se porte à la hauteur de Gurney et dans la ligne droite passant derrière les stands la BRM prend la tête. Hill tente de décramponner son adversaire, couvrant le troisième tour à plus de 134 km/h de moyenne, mais Gurney parvient à garder le contact avec le pilote britannique. Troisième, Surtees n'est que deux secondes plus loin. Plus loin vient McLaren, isolé, puis Phil Hill, Bonnier et Rodríguez qui se disputent la cinquième place et sont en passe d'être rejoints par Clark. S'il continue de pleuvoir dans la partie haute du circuit, la piste commence à s'assécher par endroits. Gurney perd un peu de terrain sur Graham Hill ; il se maintient toutefois à deux secondes de la BRM, mais Surtees s'est rapproché. Rodríguez et Clark ont dépassé Phil Hill et Bonnier et occupent les cinquième et sixième places, à quelque distance de McLaren.

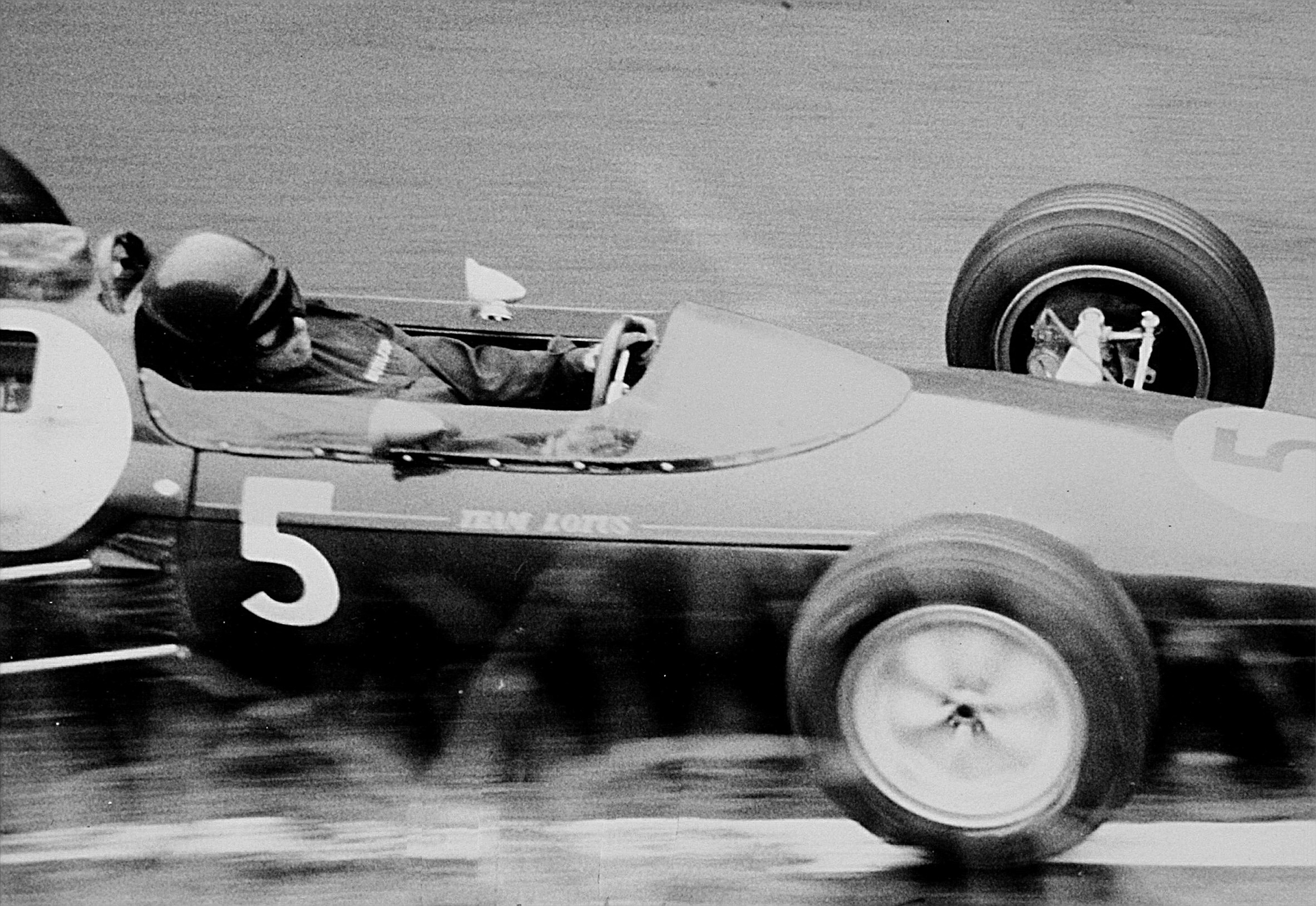
Magnifique remontée de Jim Clark (Lotus), qui a regagné vingt-deux places en huit tours !

Un incident va perturber la progression de Gurney au cours du cinquième tour : le support de sa batterie se desserre et le pilote américain, en tentant d'une main de la refixer correctement, sort un peu trop large d'un virage, permettant à Surtees de le dépasser et de s'emparer de la deuxième place. Le pilote américain continue à perdre du temps avant de profiter de la longue ligne droite pour régler définitivement le problème. De son côté, Clark a facilement pris le dessus sur Rodríguez et tente maintenant de revenir sur McLaren. Graham Hill compte maintenant plusieurs longueurs d'avance sur Surtees et semble contrôler la course. À mi-distance, les positions ne sont cependant pas acquises : Hill possède alors quatre secondes d'avance et ne peut se permettre la moindre erreur sur une piste encore bien humide. À dix secondes de la BRM de tête, Gurney est repassé à l'attaque et commence à réduire l'écart sur Surtees, tandis que vingt secondes derrière, Clark est sur le point de rattraper McLaren. Au huitième passage devant les tribunes, la Lotus a pris la quatrième place. Clark tente de revenir sur les trois premiers mais leur rythme est trop élevé pour qu'il puisse espérer les rejoindre à la régulière et, après avoir frôlé la sortie de piste à deux reprises dans des passages rapides, le pilote écossais va sagement baisser le rythme, se contentant de contrôler son avance sur McLaren.
Au dixième tour, alors que Brabham vient de renoncer à cause d'un problème de commande d'accélérateur, l'écart s'est réduit entre les trois premiers, Hill ne comptant plus qu'une seconde et demie d'avance sur Surtees et deux et demie sur Gurney, bien revenu une fois son problème de batterie réglé. Malgré ses douleurs au cou et aux épaules, séquelles de sa sortie de route deux jours plus tôt, Hill continue néanmoins à repousser les attaques de ses adversaires. Ne commettant aucune erreur, il maintient sa cadence, ne laissant aucune opportunité à ses poursuivants. Les trois voitures de tête vont restées groupées dans le même ordre jusqu'à la fin, Hill remportant finalement l'épreuve avec deux secondes et demie d'avance sur Surtees, ce dernier ayant résisté jusqu'au bout à la pression de Gurney, moins de deux secondes derrière lui. Ayant effectué la dernière partie de la course en solitaire, Clark, quatrième, termine à une quarantaine de secondes du trio de tête, loin devant McLaren qui précède de peu Rodríguez pour le gain de la cinquième place. Handicapé par son choix de pneus, en particulier durant la deuxième partie de l'épreuve, Bonnier termine à une modeste septième place.

### Classements intermédiaires
Classements intermédiaires des monoplaces aux premier, deuxième, troisième, quatrième, cinquième, sixième, septième et dixième tours,.

### Classement de la course

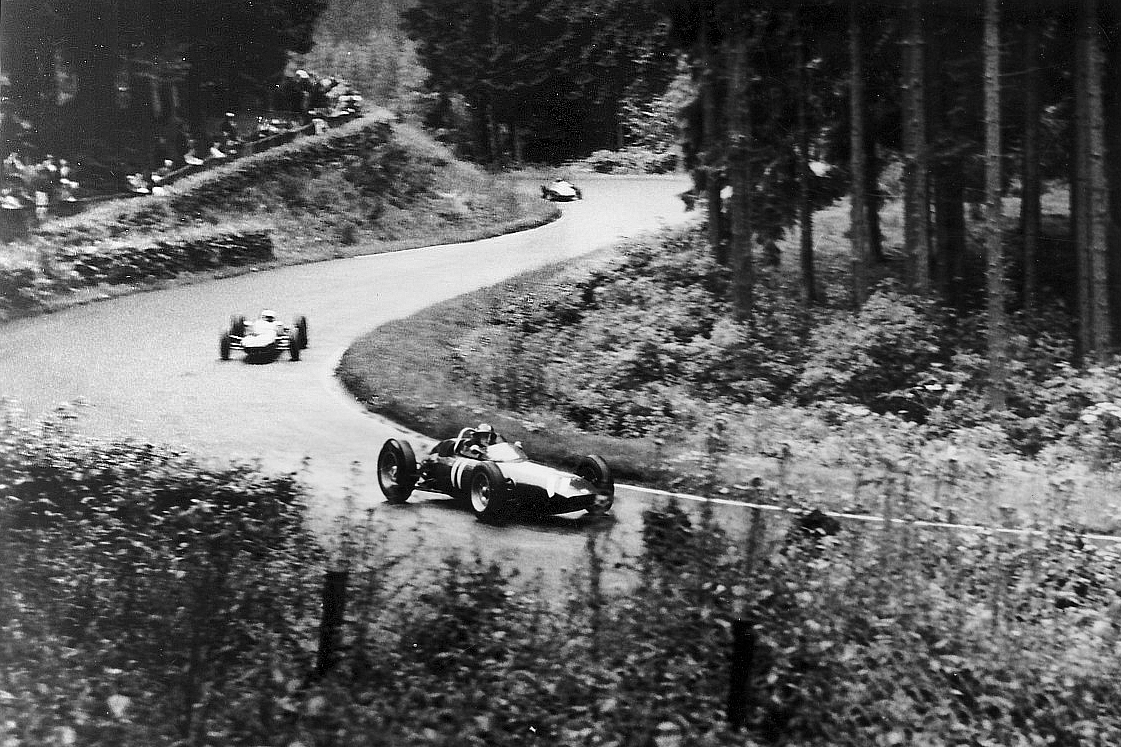
La BRM de Graham Hill devant la Lola de John Surtees et la Porsche de Dan Gurney, le tiercé gagnant.

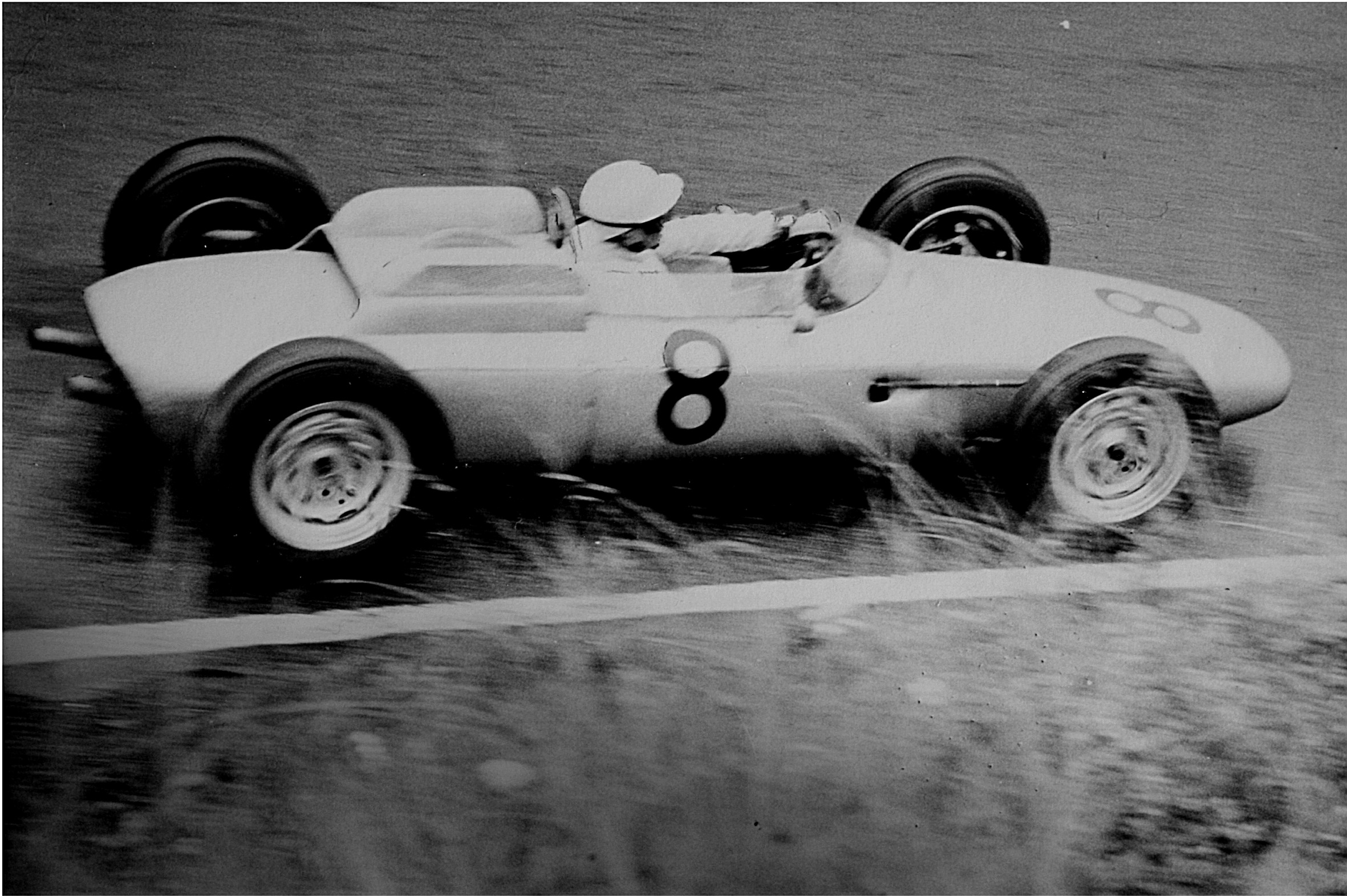
Décevant résultat pour la Porsche de Joakim Bonnier, seulement septième à l'arrivée après un mauvais choix de pneus.

| Pos  | No | Pilote                  | Écurie         | Tours | Temps/Abandon                      | Grille | Points |
| ---- | -- | ----------------------- | -------------- | ----- | ---------------------------------- | ------ | ------ |
| 1    | 11 | Graham Hill             | BRM            | 15    | 2 h 38 min 45 s 3                  | 2      | 9      |
| 2    | 14 | John Surtees            | Lola-Climax    | 15    | 2 h 38 min 47 s 8 (+ 2 s 5)        | 4      | 6      |
| 3    | 7  | Dan Gurney              | Porsche        | 15    | 2 h 38 min 49 s 7 (+ 4 s 4)        | 1      | 4      |
| 4    | 5  | Jim Clark               | Lotus-Climax   | 15    | 2 h 39 min 27 s 4 (+ 42 s 1)       | 3      | 3      |
| 5    | 9  | Bruce McLaren           | Cooper-Climax  | 15    | 2 h 40 min 04 s 9 (+ 1 min 19 s 6) | 5      | 2      |
| 6    | 3  | Ricardo Rodríguez       | Ferrari        | 15    | 2 h 40 min 09 s 1 (+ 1 min 23 s 8) | 10     | 1      |
| 7    | 8  | Jo Bonnier              | Porsche        | 15    | 2 h 43 min 22 s 6 (+ 4 min 37 s 3) | 6      |        |
| 8    | 12 | Richie Ginther          | BRM            | 15    | 2 h 43 min 45 s 4 (+ 5 min 00 s 1) | 7      |        |
| 9    | 10 | Tony Maggs              | Cooper-Climax  | 15    | 2 h 43 min 52 s 1 (+ 5 min 06 s 8) | 23     |        |
| 10   | 2  | Giancarlo Baghetti      | Ferrari        | 15    | 2 h 47 min 00 s 0 (+ 8 min 14 s 7) | 13     |        |
| 11   | 25 | Ian Burgess             | Cooper-Climax  | 15    | 2 h 47 min 00 s 6 (+ 8 min 15 s 3) | 16     |        |
| 12   | 19 | Jo Siffert              | Lotus-Climax   | 15    | 2 h 47 min 03 s 8 (+ 8 min 18 s 5) | 17     |        |
| 13   | 18 | Carel Godin de Beaufort | Porsche        | 15    | 2 h 47 min 57 s 1 (+ 9 min 11 s 8) | 8      |        |
| 14   | 32 | Heini Walter            | Porsche        | 14    | 2 h 39 min 40 s 8 (+ 1 tour)       | 14     |        |
| 15   | 26 | Nino Vaccarella         | Porsche        | 14    | 2 h 40 min 20 s 8 (+ 1 tour)       | 15     |        |
| 16   | 21 | Lucien Bianchi          | ENB-Maserati   | 14    | 2 h 50 min 28 s 7 (+ 1 tour)       | 25     |        |
| Abd. | 20 | Jackie Lewis            | Cooper-Climax  | 10    | Suspension                         | 21     |        |
| Abd. | 1  | Phil Hill               | Ferrari        | 9     | Suspension                         | 12     |        |
| Abd. | 16 | Jack Brabham            | Brabham-Climax | 9     | Accélérateur                       | 24     |        |
| Abd. | 27 | Keith Greene            | Gilby-BRM      | 7     | Suspension                         | 19     |        |
| Abd. | 15 | Roy Salvadori           | Lola-Climax    | 4     | Boîte de vitesses                  | 9      |        |
| Abd. | 17 | Maurice Trintignant     | Lotus-Climax   | 4     | Boîte de vitesses                  | 11     |        |
| Abd. | 4  | Lorenzo Bandini         | Ferrari        | 4     | Accident                           | 18     |        |
| Abd. | 28 | Heinz Schiller          | Lotus-BRM      | 4     | Pression d'huile                   | 20     |        |
| Abd. | 31 | Bernard Collomb         | Cooper-Climax  | 2     | Boîte de vitesses                  | 22     |        |
| Abd. | 6  | Trevor Taylor           | Lotus-Climax   | 0     | Accident                           | 26     |        |
| Nq.  | 29 | Tony Shelly             | Lotus-Climax   |       | Non qualifié                       |        |        |
| Nq.  | 34 | Wolfgang Seidel         | Lotus-BRM      |       | Non qualifié                       |        |        |
| Nq.  | 30 | Jay Chamberlain         | Lotus-Climax   |       | Non qualifié                       |        |        |
| Nq.  | 34 | Gunther Seiffert        | Lotus-BRM      |       | Non qualifié                       |        |        |

Légende :
- Abd.=Abandon - Np.=Non partant

### Pole position et record du tour
- Pole position :  Dan Gurney en 8 min 47 s 2 (vitesse moyenne : 155,759 km/h). Temps réalisé lors de la journée d'essais du vendredi 3 août[17].
- Meilleur tour en course :  Graham Hill en 10 min 12 s 2 au 3e tour (vitesse moyenne : 134,133 km/h).

### Tours en tête
- Dan Gurney : 2 tours (1-2)
- Graham Hill : 13 tours (3-15)

## Classement général à l'issue de la course
- Attribution des points : 9, 6, 4, 3, 2, 1 respectivement aux six premiers de chaque épreuve.
- Pour la coupe des constructeurs, même barème et seule la voiture la mieux classée de chaque équipe inscrit des points.
- Seuls les cinq meilleurs résultats sont comptabilisés. Chez les constructeurs, BRM doit décompter le point acquis à Monaco.
- Le règlement permet aux pilotes de se relayer sur une même voiture, les points éventuellement acquis étant alors perdus pour pilotes et constructeur[17].

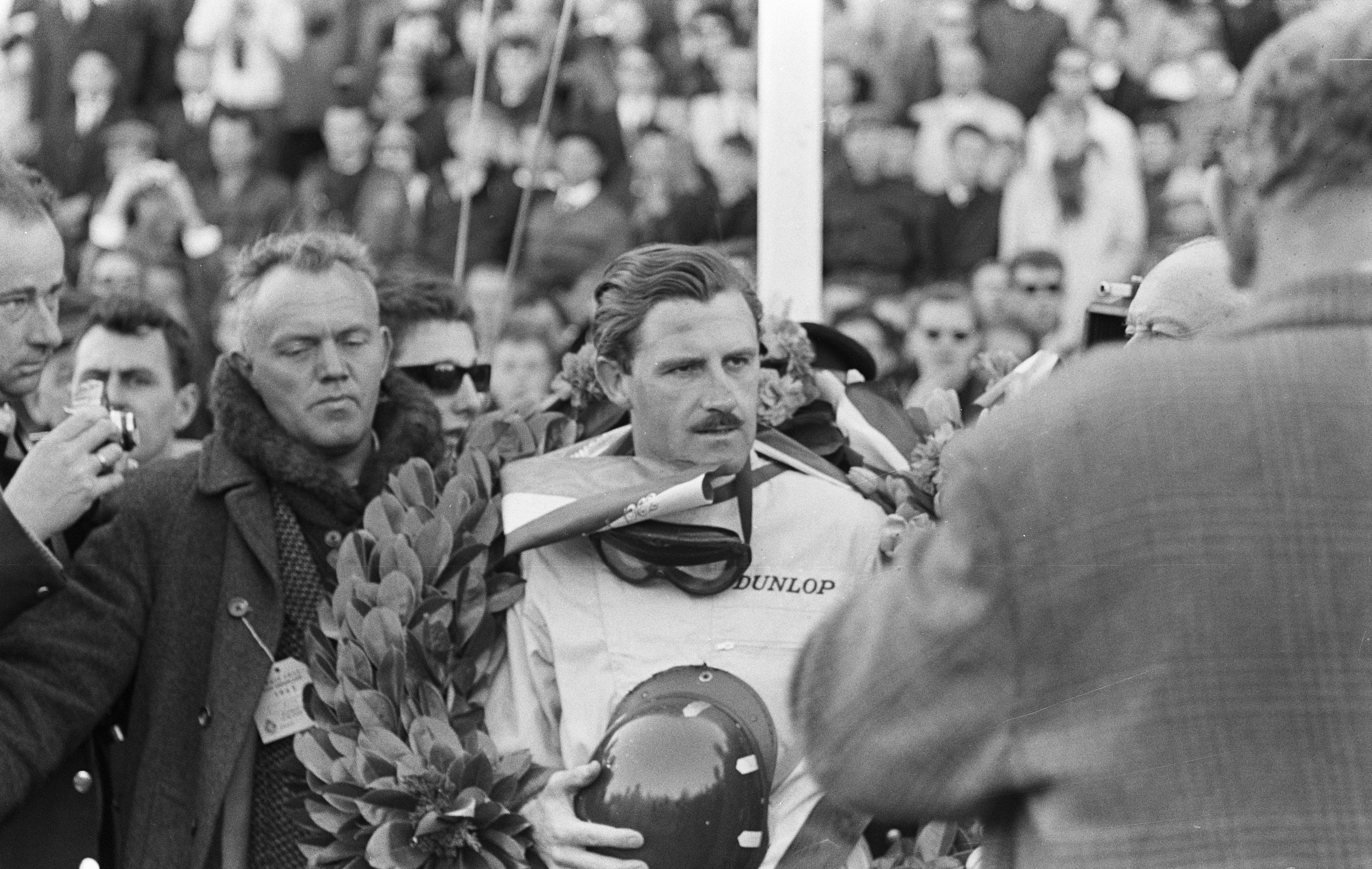
Grâce à sa victoire en Allemagne, Graham Hill augmente son avance au classement du championnat.

| Pos. | Pilote                  | Écurie  | Points | NL | MON | BEL | FRA | GBR | ALL | ITA | USA | AFS |
| ---- | ----------------------- | ------- | ------ | -- | --- | --- | --- | --- | --- | --- | --- | --- |
| 1    | Graham Hill             | BRM     | 28     | 9  | 1   | 6   | -   | 3   | 9   |     |     |     |
| 2    | Jim Clark               | Lotus   | 21     | -  | -   | 9   | -   | 9   | 3   |     |     |     |
| 3    | John Surtees            | Lola    | 19     | -  | 3   | 2   | 2   | 6   | 6   |     |     |     |
| 4    | Bruce McLaren           | Cooper  | 18     | -  | 9   | -   | 3   | 4   | 2   |     |     |     |
| 5    | Phil Hill               | Ferrari | 14     | 4  | 6   | 4   | -   | -   | -   |     |     |     |
| 6    | Dan Gurney              | Porsche | 13     | -  | -   | -   | 9   | -   | 4   |     |     |     |
| 7    | Tony Maggs              | Cooper  | 9      | 2  | -   | -   | 6   | 1   | -   |     |     |     |
| 8    | Trevor Taylor           | Lotus   | 6      | 6  | -   | -   | -   | -   | -   |     |     |     |
| 9    | Lorenzo Bandini         | Ferrari | 4      | -  | 4   | -   | -   | -   | -   |     |     |     |
|      | Richie Ginther          | BRM     | 4      | -  | -   | -   | 4   | -   | -   |     |     |     |
|      | Ricardo Rodríguez       | Ferrari | 4      | -  | -   | 3   | -   | -   | 1   |     |     |     |
| 12   | Giancarlo Baghetti      | Ferrari | 3      | 3  | -   | -   | -   | -   | -   |     |     |     |
|      | Jack Brabham            | Lotus   | 3      | -  | -   | 1   | -   | 2   | -   |     |     |     |
| 14   | Joakim Bonnier          | Porsche | 2      | -  | 2   | -   | -   | -   | -   |     |     |     |
|      | Carel Godin de Beaufort | Porsche | 2      | 1  | -   | -   | 1   | -   | -   |     |     |     |

| Pos. | Écurie        | Points  | NL | MON | BEL | FRA | GBR | ALL | ITA | USA | AFS |
| ---- | ------------- | ------- | -- | --- | --- | --- | --- | --- | --- | --- | --- |
| 1    | BRM           | 31 (32) | 9  | (1) | 6   | 4   | 3   | 9   |     |     |     |
| 2    | Lotus-Climax  | 27      | 6  | -   | 9   | -   | 9   | 3   |     |     |     |
| 3    | Cooper-Climax | 23      | 2  | 9   | -   | 6   | 4   | 2   |     |     |     |
| 4    | Lola-Climax   | 19      | -  | 3   | 2   | 2   | 6   | 6   |     |     |     |
| 5    | Porsche       | 16      | 1  | 2   | -   | 9   | -   | 4   |     |     |     |
| 6    | Ferrari       | 15      | 4  | 6   | 4   | -   | -   | 1   |     |     |     |

## À noter
- 2e victoire en championnat du monde pour Graham Hill.
- 3e victoire en championnat du monde pour BRM en tant que constructeur.
- 3e victoire en championnat du monde pour BRM en tant que motoriste.